# Parji
Pour l’article homonyme, voir Parji (jeu).
Le parji (ou dhurwa, duruwa) est une langue dravidienne, parlée par environ 51 000 Parji qui résident dans le district de Bastar, dans l'État de Chhattisgarh et dans le district de Koraput, dans l'État d'Odisha, en Inde.

## Sources
- (en) Bhadriraju Krishnamurti, 2003, The Dravidian Languages, Cambridge, Cambridge University Press.